# Teatro Stabile di Catania
Il Teatro Stabile di Catania è uno dei maggiori centri culturali della città siciliana. Dispone di una sala, il Teatro "Giovanni Verga". Annualmente il cartellone propone una scelta di molti spettacoli, in parte autoprodotti, di alto livello artistico.

## Storia
Il Teatro Stabile nasce il 3 dicembre 1958, nella piccola sala del teatro Angelo Musco (costituito l'anno precedente in quello che prima era un garage in via Umberto) capace di quasi 250 posti, come "Ente Teatro di Sicilia". I soci fondatori sono stati un gruppo di amici, fra cui gli attori Turi Ferro e Michele Abruzzo, il notaio Gaetano Musumeci, primo Presidente (in carica fino all'improvvisa morte, avvenuta nel 1979), e Mario Giusti, primo Direttore Artistico (anche lui in carica fino alla morte, avvenuta nel 1988) di questo teatro.
I fondatori del teatro diedero all'Ente una identità fortemente tradizionale tramite il recupero del patrimonio teatrale siciliano rappresentato dai lavori di Angelo Musco, Luigi Capuana, Giovanni Verga, Federico De Roberto, Nino Martoglio, Antonino Russo Giusti, Giuseppe Macrì, Luigi Pirandello, Vitaliano Brancati ed Ercole Patti.
Il successo arride al teatro e si formano sulle assi di quel palcoscenico, sotto la guida dei maestri Michele Abruzzo e Turi Ferro, attori come Ida Carrara, Umberto Spadaro, Tuccio Musumeci, Pippo Pattavina, Maria Tolu, Fioretta Mari, Mariella Lo Giudice.
Sulla scorta di questo successo, dopo pochi anni dalla fondazione, negli anni sessanta l'Ente si trasforma in "Teatro Stabile di Catania", il primo situato a sud di Roma.
Nel 1969 viene costruito il "Teatro delle Muse", a Cibali nell'allora via dello Stadio (oggi intitolata a Giuseppe Fava), che fu poi distrutto da un incendio nel 1981 e, quando ricostruito subito dopo, fu intitolato a Giovanni Verga. Esso costituisce infatti la sede principale e più conosciuta del Teatro Stabile.
Dopo Mario Giusti il teatro è stato diretto da Pippo Baudo, Filippo Amoroso, Orazio Torrisi, Giuseppe Dipasquale.
I lavori prodotti dal teatro sono stati portati in tournée in tutta Italia e in tantissimi paesi quali Stati Uniti, Inghilterra, Francia, Belgio, Paesi Bassi, Canada, Argentina, Australia, Austria, Svizzera e molti altri ancora.
Le produzioni, pur privilegiando gli autori siciliani, hanno spaziato dal teatro russo a quello statunitense, non tralasciando gli autori contemporanei. Ad ogni stagione si riscontrano oltre 10.000 abbonati.

## Soci
- Antonina Liotta, commissario straordinario della Provincia di Catania
- Dario Lo Bosco, commissario straordinario della Camera di Commercio di Catania
- Raffaele Marcoccio, presidente dell'Ente Teatro di Sicilia

## Presidenti (lista parziale)
- 1958-1979: Gaetano Musumeci
- 1999-2000: Giuseppe Giarrizzo
- 2000-2007: Pippo Baudo
- 2007-2013: Pietrangelo Buttafuoco
- 2013-2015: Nino Milazzo (dimissioni dal 24 ottobre 2015)[2]
- 2016: Salvo La Rosa (dimissioni dall'11 giugno 2016)[3][4]
- 2017-2021: Carlo Saggio[5]
- 2021-presente: Rita Gari Cinquegrana[6]